# Sankt Margarethen (Holstein)
Sankt Margarethen település Németországban, Schleswig-Holstein tartományban. Lakosainak száma 819 fő (2023. december 31.).

## Népesség
A település népességének változása:
| Lakosok száma | 849  | 844  | 820  | 813  | 824  | 819  |
|               | 1975 | 2017 | 2019 | 2021 | 2022 | 2023 |